# 小滝駅
小滝駅（こたきえき）は、新潟県糸魚川市大字小滝字尾巻にある、西日本旅客鉄道（JR西日本）大糸線の駅である。

## 歴史
- 1935年（昭和10年）12月24日：国有鉄道大糸北線が根知駅から延伸し、西頸城郡小瀧村小瀧に一般駅として開業する[1][2]。
- 1938年（昭和13年）1月3日：小滝駅を出発した列車が雪崩で埋没。乗客が小滝駅に避難[3]。
- 1957年（昭和32年）8月15日：当駅から大糸南線中土駅までの区間が開業し、大糸線所属駅となる[4][5]。
- 1974年（昭和49年）10月1日：営業範囲を改正し、旅客、荷物及び車扱貨物を取扱う駅となる[6]。
- 1981年（昭和56年）11月20日：営業範囲を改正し、車扱貨物取扱を廃止する[7]。
- 1984年（昭和59年）2月1日：営業範囲を改正し、荷物取扱を廃止する[8]。
- 1985年（昭和60年）4月1日：駅員を配置しない無人駅となる[9][10]。
- 1987年（昭和62年）4月1日：国鉄分割民営化により、西日本旅客鉄道（JR西日本）の駅となる[2]。
- 1995年（平成7年）
  - 7月12日：7.11水害の発生により不通区間となる[11]。
  - 9月1日：当駅 - 根知駅間が復旧する[12]。以後、当駅 - 南小谷駅間の復旧まで一時的に終着駅として機能する[13]。
- 1997年（平成9年）11月29日：当駅 - 南小谷駅間が復旧する[14]。
- 2007年（平成19年）：交換設備を撤去する[10]。
- 2014年（平成26年）
  - 11月22日：長野県神城断層地震による信濃大町駅 - 糸魚川駅間の不通により営業休止[15]。
  - 11月23日：平岩駅 - 糸魚川駅間復旧により営業再開[16]。

## 駅構造

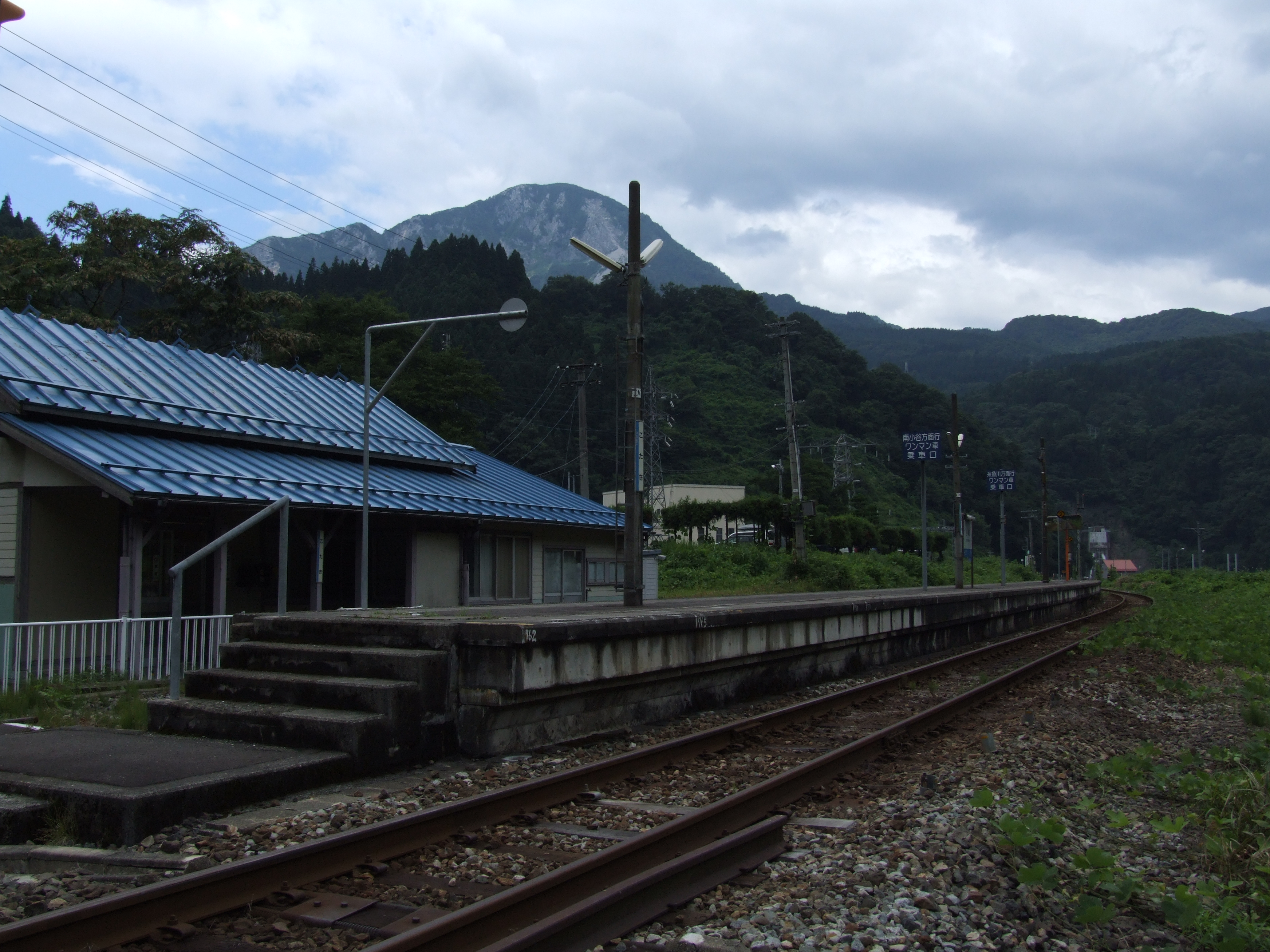
構内（2008年8月）

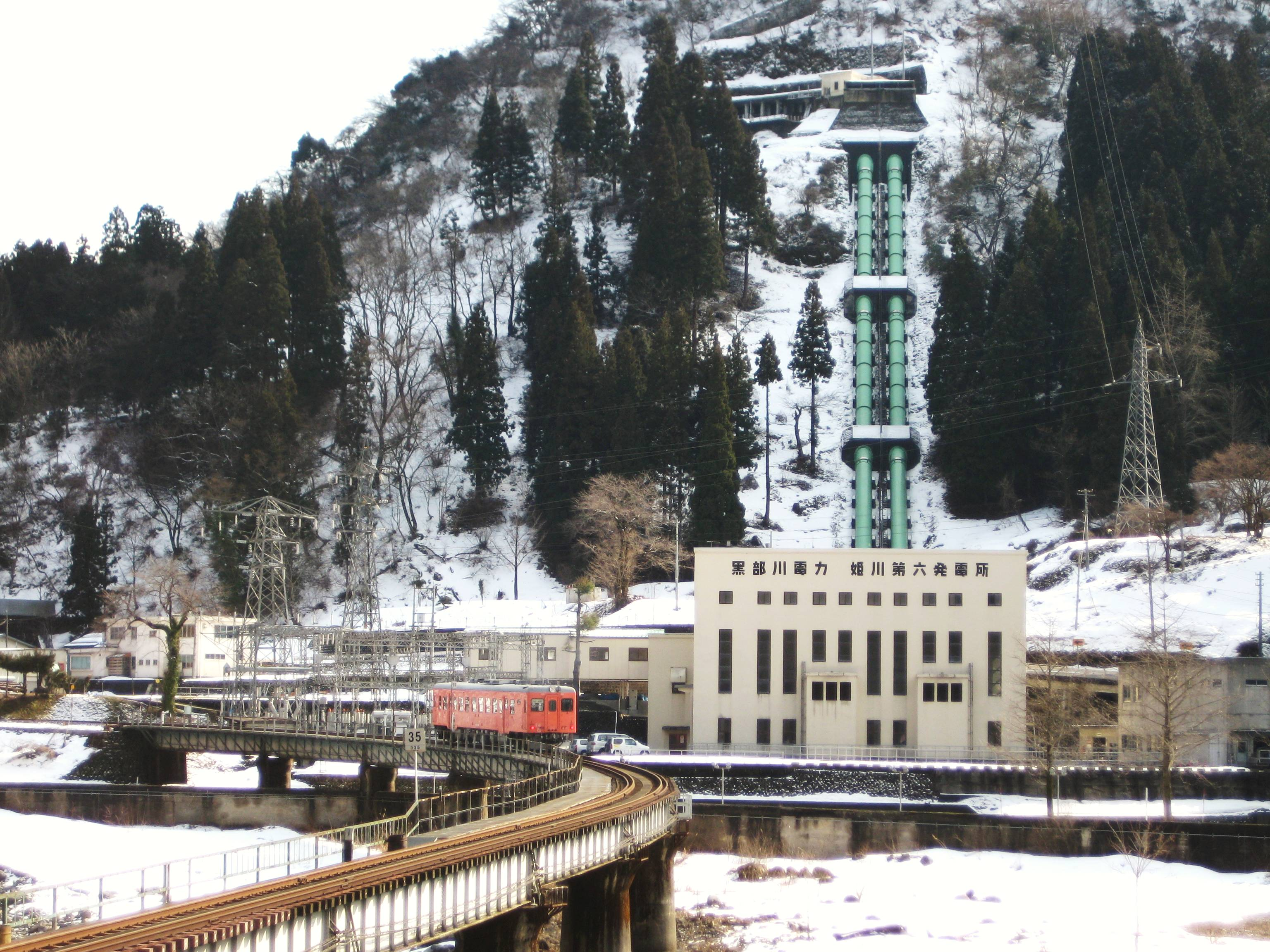
大糸線と姫川第六発電所

糸魚川方面に向かって左側に単式1面1線のホームを有する地上駅（停留所）である。かつては列車交換のための設備を有する1面2線の駅であったが、2007年（平成19年）に撤去された。西日本旅客鉄道北陸広域鉄道部（旧・糸魚川地域鉄道部）管理の無人駅である。
駅舎は1935年（昭和10年）開業当時に落成したものが現存しており、待合室には造付けの長椅子が設置されている。冬季積雪に備えてトタン屋根となっている。便所は別棟であるが、2019年1月より使用中止となった。また、駅構内には給水塔の残骸が残っている。

## 貨物取扱
当駅における貨物取扱は、1981年（昭和56年）11月20日に廃止された。
『鉄道局要覧 昭和24年度』所収「専用線一覧表」記載の当駅接続専用線は次の通りであった。
- 昭和電工線（作業粁程：0.1粁、発送車数：266、発送屯数：18503、主要貨物：石灰石）

1953年（昭和28年）10月10日付『鉄道公報』第1254号通報専用線一覧別表掲載中、当駅接続の専用線は次の通りであった。
- 昭和電工線（動力：国鉄機関車及び手押、作業粁程：0.1粁）

また1970年（昭和45年）10月1日現在における当駅接続の専用線は以下の通りであった。
- 昭和電工線（動力：国鉄機関車及び手押、作業粁程：0.1粁、備考：使用停止中）

## 利用状況
近年の1日平均乗車人員は以下の通りである。
| 年度   | 1日平均 乗車人員 |
| ------ | ---------------- |
| 2004年 | 4                |
| 2005年 | 2                |
| 2006年 | 2                |
| 2007年 | 2                |
| 2008年 | 2                |
| 2009年 | 2                |
| 2010年 | 2                |
| 2011年 | 2                |
| 2012年 | 2                |
| 2013年 | 2                |
| 2014年 | 2                |
| 2015年 | 3                |
| 2016年 | 3                |
| 2017年 | 2                |
| 2018年 | 2                |
| 2019年 | 2                |
| 2020年 | 2                |
| 2021年 | 2                |
| 2022年 | 1                |

## 駅周辺
近くに住宅はないが、西へしばらく行くと集落が存在。
- 国道148号
  - 小滝トンネル（小滝隧道）
- 小滝川ヒスイ峡（国指定天然記念物小滝川硬玉産地・糸魚川世界ジオパークのジオサイト）
- 高浪の池（糸魚川世界ジオパークのジオサイト）
- 黒部川電力姫川第六発電所
- 東京発電小滝川発電所
- ウッドストック 薪製作所・保管場所
- 株式会社後藤組（現在の本社は糸魚川市上刈）発祥の地
- 小滝物産店 ヒスイ加工（フォッサマグナミュージアムと国立科学博物館による糸魚川石などの新鉱物発見に貢献）

## バス路線
糸魚川市乗合タクシー 夏中・小滝駅線
- 中村益雄様宅前（夏中）行き
  - 毎週水曜に5.5往復運行。水曜が祝日の場合は金曜に運行。1乗車100円。
  - ただし、お盆（8月13 - 15日）・年末年始（12月29日 - 翌年1月3日）または祝日と重なった場合は運休となる。

## 隣の駅
西日本旅客鉄道（JR西日本）
■大糸線
平岩駅 - 小滝駅 - 根知駅